# SMArt 155
SMArt 155 (нім. Suchzünder Munition für die Artillerie 155) — німецький високоточний 155 мм артилерійський снаряд, спроєктований для стрільби на великі відстані й гарантованого ураження як стаціонарної бронетехніки, так і в русі, з верхньої півкулі. SMArt 155 містить два суббоєприпаса, що діють за принципом ударного ядра.
Попри свою будову, даний боєприпас не підпадає критерії та обмеження Конвенції про касетні боєприпаси. На думку виробника, даний снаряд слід вважати високоточною зброєю, а не касетним снарядом.

## Характеристики
Завдяки багаторежимним датчикам бойові елементи стійкі до засобів радіоелектронної протидії, можуть бути використані за будь-яких погодних умов та в будь-якій місцевості.
Бойові елементи мають резервні пристрої самоліквідації для зведення до мінімуму загрози від касетних бойових елементів, що не спрацювали.
Снаряд відповідає вимогам меморандуму НАТО з балістики (Joint Ballistics Memoradnum of Understandin, JBMoU) та сертифікований для стрільби на повну дальність з гаубиць PzH 2000/L52 та M109/L47 з автоматами заряджання.
Зовнішня балістика аналогічна снаряду M483/DM642.
Бойовий елемент складається з:
- блоку орієнтування і стабілізації у складі системи уповільнення, пластини для стабілізації та парашут для самообертання;
- високоточної системи з РЛС та радіометром у міліметровому діапазоні, ІЧ-датчика, пристрою обробки сигналів та блоку живлення;
- бойової частини з вибуховою речовиною та запобіжно-виконавчим механізмом.

Також був створений високоточний реактивний снаряд M32 SMArt сімейства GMLRS на основі реактивного снаряда M30 (відтак радіус дії 15-84 км) для MARS II, що містить у бойовій частині 4 бойових елемента SMArt 155[джерело?].

## Принцип дії
Принцип дії 155-мм артилерійського снаряду SMArt 155.
| Фаза | Зображення                                        | Опис |
| ---- | ------------------------------------------------- | --- |
| 1    | Відбувається постріл аналогічний звичайному       | Відбувається постріл касетного снаряду аналогічно звичайному |
| 2    | Снаряд летить в повітрі                           | Снаряд летить в повітрі за звичайною балістичною траєкторією |
| 3    | Механізм відокремлює бойові елементи              | На заданій ділянці траєкторії (таймер, тощо) спеціальний механізм (вишибний заряд) відокремлює бойові елементи від контейнера |
| 4    | Бойові елементи падають вниз                      | Відокремлені від контейнера суббоєприпаси падають вниз |
| 5    | Для стабілізації можуть бути використані парашути | Для стабілізації в польоті та сповільнення суббоєприпаси можуть викидати парашути, стрічки, пелюстки, тощо |
| 6    | Підрив касетного бойового елемента                | Протитанкові суббоєприпаси можуть використовувати спеціальні механізми для пошуку цілей, й приводитись в дію на заданій відстані від них. Осколково-фугасні — вибухати при контакті з поверхнею, запалювальні — займатись й горіти при падінні. |

## Виробництво
Снаряд виготовляє німецька Rheinmetall Waffe Munition GmbH у співпраці з Diehl Munitionssysteme, EADS, AIM, Brüggemann та Preh-Werke. В 2008 році компанія PrehTronics GmbH (виробляла електронні складові) зі складу Preh-Gruppe була продана підрозділу EMS-Sparte групи компаній Lacroix.
Згідно даних неурядової організації Aktionsbündnis Landmine.de станом на 2011 рік було виготовлено понад 25000 снарядів SMArt 155.

## Бойове застосування

### Російсько-українська війна
В липні 2022 року журналіст та головний редактор інтернет-видання Цензор.нет Юрій Бутусов стверджував, що з початку липня українські військові стали застосовувати снаряди SMArt 155 для знищення російської техніки групи «Центр». Начебто поширене 1 липня 2022 року відео знищення російського «Панцирь-С1» — насправді відео першого застосування цих снарядів у бойових умовах.
Згодом, 11 липня 2022 року, було поширене друге відео застосування «розумного» боєприпасу SMArt 155.
Через кілька днів, 15 липня 2022 року, заступник начальника Головного оперативного управління Генштабу ЗСУ Олексій Громов підтвердив, що українські військові успішно застосовують ці боєприпаси, і з їх використанням було на той час вже знищено близько 30 цілей.

## Оператори
- Австралія: на початку 2008 стало відомо про закупівлю боєприпасів[5]
- Велика Британія: на початку 2008 стало відомо про закупівлю боєприпасів[5]
- Греція: придбано для застосування у PzH 2000. Перші снаряди надійшли в листопаді 2003 року[5]
- Німеччина: станом на 2003 рік отримано 9400 одиниць[5]
- ОАЕ: 11000 одиниць виробництва фірми Alliant TechSystems за ліцензією в США[5][12]
- Україна
- Швейцарія: в 2002 році придбано 2000 одиниць за 168 млн швейцарських франків[5]

### Німеччина
На озброєнні Бундесверу має позначення SMArt 155 mm DM 702 та використовується разом з модульним зарядом MLTS (DM 72) як боєприпаси для PzH 2000. Ефективна дальність ураження цілей сягає близько 28 км. Згідно даних виробника до 2003 року було поставлено замовнику 9400 снарядів.
За даними міністерства оборони Німеччини станом на березень 2011 року протягом 2000—2003 років було отримано 9000 снарядів. Вартість розробки та виробництва становила близько €510 млн.
Дані снаряди були застосовані німецьким контингентом в рамках місії Міжнародних сил сприяння безпеці в Афганістані.
Міністерство оборони Німеччини вважає даний снаряд високоточним боєприпасом (нім. Punktzielmunition), а не касетним снарядом. Це має додатково підкреслити, що Німецький уряд вважає, що даний снаряд за критеріями не підпадає під обмеження Конвенції про касетні боєприпаси.